# Pude
La Pude est un ruisseau français du département de la Dordogne, en région Nouvelle-Aquitaine, affluent de la Lizonne et sous-affluent de la Dordogne par la Dronne puis l'Isle.

## Hydronymie
Le nom de la Pude vient de l'occitan pudir signifiant « puer » car sur son cours étaient autrefois établis plusieurs moulins et papeteries.

## Géographie

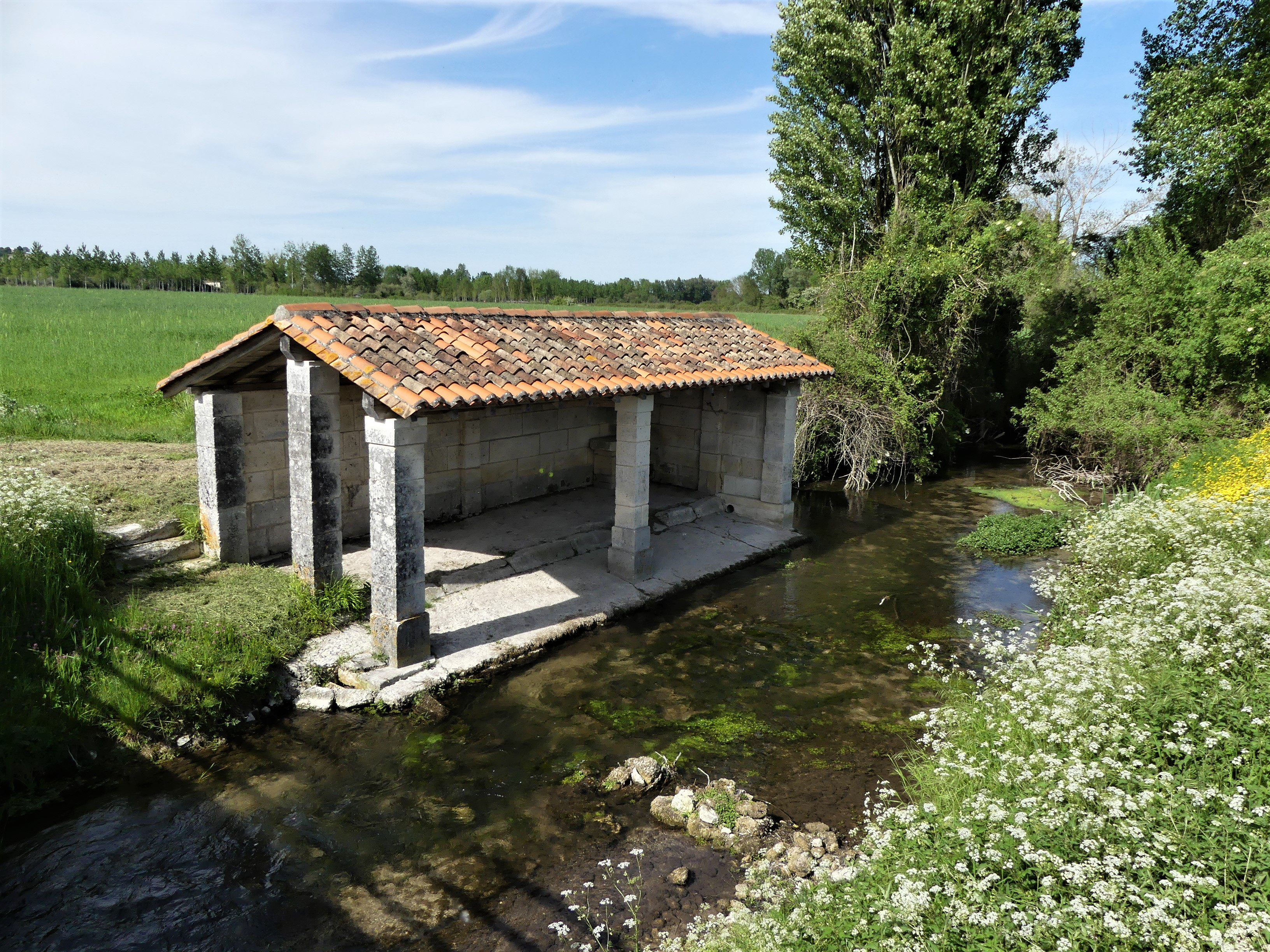
Lavoir sur la Pude au nord de Grésignac.

La Pude prend sa source à de 139 mètres d'altitude sur la commune de Gout-Rossignol, un kilomètre à l'est du village de Rossignol, à quelque trois-cents mètres au nord-est du lieu-dit Larat.
Au bout de trois kilomètres, elle forme la retenue de l'étang des Faures puis passe sous les routes départementales (RD) 2 et 708. Depuis le sud du bourg de Gout-Rossignol jusqu'au Moulin de Galy, elle s'écoule sur six kilomètres en plusieurs bras, (jusqu'à quatre simultanément entre Saumont et le château du Bourbet), franchie successivement par les RD 2E2, 102 et 101. Elle passe au nord des bourgs de Grésignac puis de la Chapelle, puis au sud-est de celui de Nanteuil-de-Bourzac et sous la RD 1.
À 800 mètres de son terme, une dérivation, le canal de la Pude, s'ouvre sur sa gauche ; long de 2,7 km, il rejoint la Lizonne en limite de Bouteilles-Saint-Sébastien et de Saint-Paul-Lizonne. La Pude rejoint en rive gauche le bras le plus oriental de la Lizonne, à 61 mètres d'altitude, sur la commune de Bouteilles-Saint-Sébastien, en bordure nord-est de la RD 97, moins d'un kilomètre au nord-ouest du lieu-dit Grand Carnaud, et face au bourg charentais de Palluaud.
En plusieurs endroits, son cours ou l'un de ses bras sert de limite territoriale entre les communes : Gout-Rossignol et Champagne-et-Fontaine au nord, face à Cherval et La Chapelle-Grésignac au sud sur plus de six kilomètres en plusieurs tronçons, ainsi que Nanteuil-Auriac-de-Bourzac au nord-ouest face à Bouteilles-Saint-Sébastien au sud-est, sur deux kilomètres et demi.
De direction générale est-nord-est vers ouest-sud-ouest, la Pude est longue de 19,75 km.

### Communes et département traversés
À l'intérieur du département de la Dordogne, la Pude arrose cinq communes,, soit d'amont vers l'aval :
- Gout-Rossignol (source)
- Cherval
- La Chapelle-Grésignac
- Nanteuil-Auriac-de-Bourzac (confluence avec la Lizonne )
- Bouteilles-Saint-Sébastien (confluence avec la Lizonne).

À celles-ci s’ajoute Champagne-et-Fontaine bordée par un bras de la Pude.

### Bassin versant
Le bassin versant de la Pude s'étend sur 73 km2.
Il est constitué d'une zone hydrographique : « La Pude », et en tangente deux autres à sa confluence avec la Lizonne : « La Lizonne du confluent du Roncenac (inclus) au confluent de la Pude » et « La Lizonne du confluent de la Pude au confluent de la Sauvanie » au sein du bassin DCE beaucoup plus étendu « La Garonne, l'Adour, la Dordogne, la Charente et les cours d'eau côtiers charentais et aquitains ».
Outre les six communes irriguées par la Pude, son bassin concerne également, selon la carte du Géoportail, le territoire de Vendoire, où un affluent de rive droite prend sa source au nord-est du lieu-dit Faveyrol et rejoint la Pude en aval de Moulin Chaudeau.

### Organisme gestionnaire
Le bassin versant de la Pude est géré par le Syndicat mixte de rivières du bassin de la Dronne (SRB).

## Affluents et nombre de Strahler
Parmi les six petits affluents sans noms répertoriés par le Sandre, seul l’un d’entre eux a un affluent, un ruisseau sans nom long de 1,4 km.
De ce fait, le nombre de Strahler de la Pude est de trois.

## Hydrologie

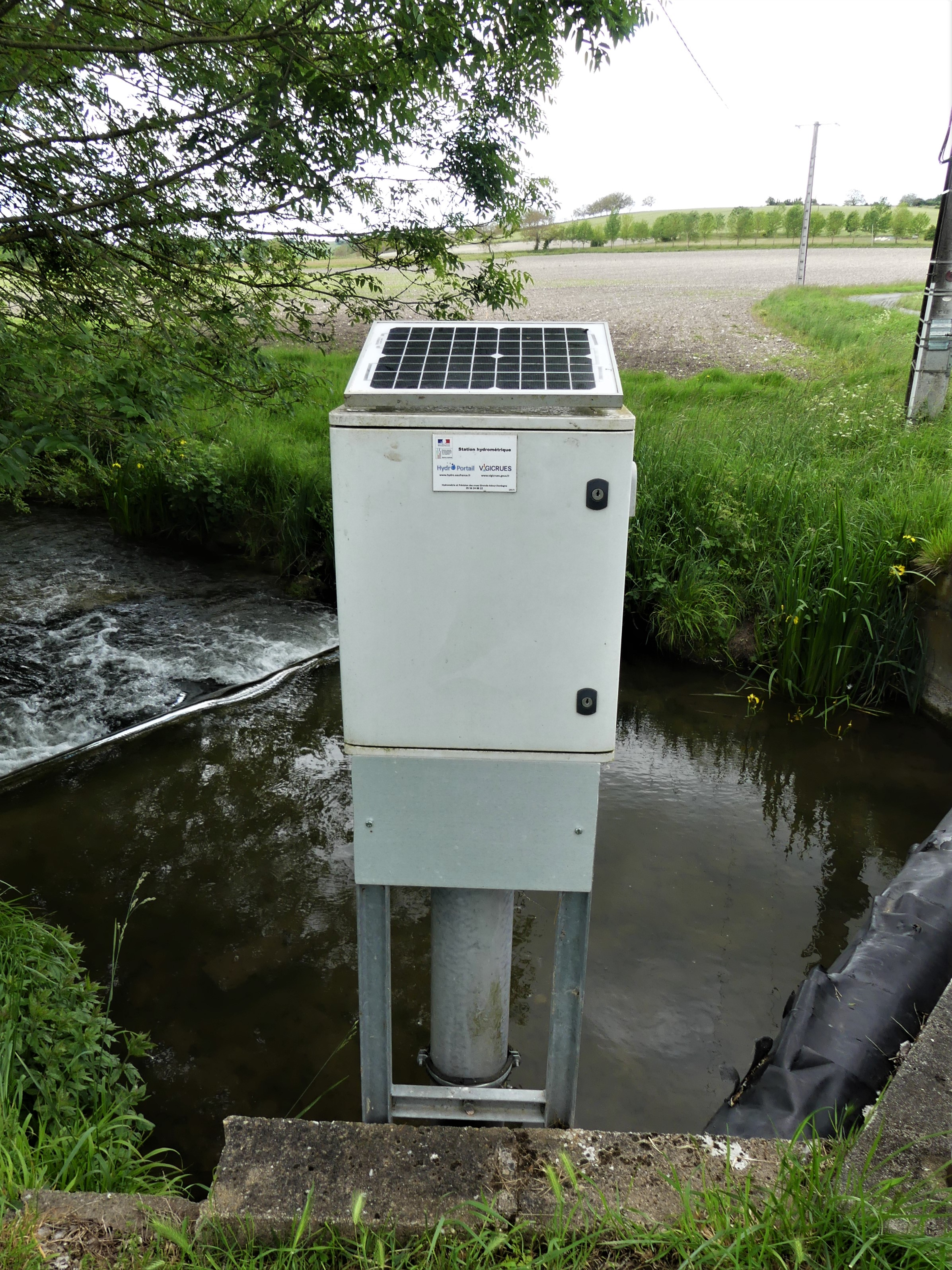
La station hydrométrique du pont de Nanteuil.

Le régime hydrologique de la Pude est dit pluvial océanique.

### La Pude à Nanteuil-Auriac-de-Bourzac
Le débit de la Pude a été observé sur une période de 11 ans (2012-2022), à la station hydrométrique du pont de Nanteuil à Nanteuil-Auriac-de-Bourzac . La station est située à environ cinq kilomètres et demi avant la confluence de la Pude et de la Lizonne. À cet endroit, le bassin versant du cours d'eau est de 62 km2, soit 85 % de la totalité du bassin.
Sur ce site et cette période, le module de la rivière est de 0,612 m3/s.
La Pude présente des fluctuations saisonnières de débit marquées, avec des hautes eaux d'hiver-printemps portant le débit mensuel moyen à un niveau situé entre 0,951 et 1,56 m3/s, de décembre à mars inclus (avec un maximum en février), et des basses eaux d'été, de juillet à octobre, avec une baisse du débit moyen mensuel jusqu'à 0,096 m3/s au mois de septembre. Mais les fluctuations sont bien plus prononcées sur de plus courtes périodes.

### Étiage ou basses eaux
À l'étiage le VCN3 peut chuter jusque 7 litres par seconde en cas de période quinquennale sèche, ce qui représente 1,5 % du module.

### Crues
Les crues peuvent s'avérer importantes. Les QIX 2 et QIX 5 valent respectivement 3,8 et 5,3 m3/s. Le QIX 10 est de 6,3 m3/s.
Durant la période 2012-2022, le débit instantané maximal enregistré à la station du pont de Nanteuil a été de 6,38 m3/s le 1er février 2021. En instantané, le débit maximal s'est élevé le même jour à 10 h 20 à 6,63 m3/s pour une hauteur maximale de 1,177 mètre.

### Lame d'eau et débit spécifique
La lame d'eau écoulée dans le bassin de la Pude est de 312 millimètres annuellement, ce qui est moyen, et très inférieur à celle du bassin versant de la Dordogne (516 millimètres). Le débit spécifique (ou Qsp) se monte à 9,9 litres par seconde et par kilomètre carré de bassin.

## Aménagements et environnement

### ZNIEFF
Une zone naturelle d'intérêt écologique, faunistique et floristique (ZNIEFF) de type I « Vallée de la Pude » est limitée à sept petits sites le long de la Pude et de quelques petits affluents,, principalement composés de milieux humides : « d'anciennes tourbières et les petits vallons dominés par les milieux humides "naturels" (prairies, roselières, sources, boisements de saules) » dans lesquels ont été recensés deux espèces déterminantes d'odonates, le Gomphe semblable (Gomphus simillimus) et le Gomphe vulgaire (Gomphus vulgatissimus). Trente-sept autres espèces animales y ont également été répertoriées (seize odonates et 21 oiseaux) ainsi qu'une trentaine d'espèces végétales.
Elle est incluse dans une ZNIEFF) de type II « Vallée de la Nizonne » bien plus étendue, concernant les vallées de la Nizonne, de la Belle et de la Pude, ainsi que certains de leurs affluents et certains coteaux qui les bordent,.
La faune de cette ZNIEFF est constituée d'environ 250 espèces dont trente sont considérées comme déterminantes :
- vingt mammifères, dont la Loutre d'Europe (Lutra lutra), le Vison d'Europe (Mustela lutreola) et dix-huit espèces de chauves-souris : la Barbastelle d'Europe (Barbastella barbastellus), le Grand murin (Myotis myotis), le Grand rhinolophe (Rhinolophus ferrumequinum), le Minioptère de Schreibers (Miniopterus schreibersii), le Murin à moustaches (Myotis mystacinus), le Murin à oreilles échancrées (Myotis emarginatus), le Murin de Bechstein (Myotis bechsteinii), le Murin de Daubenton (Myotis daubentonii), le Murin de Natterer (Myotis nattereri), la Noctule commune (Nyctalus noctula), la Noctule de Leisler (Nyctalus leisleri), l'Oreillard gris (Plecotus austriacus), l'Oreillard roux (Plecotus auritus), le Petit murin (Myotis blythii), le Petit rhinolophe (Rhinolophus hipposideros), la Pipistrelle de Kuhl (Pipistrellus kuhlii), la Pipistrelle de Nathusius (Pipistrellus nathusii) et la Sérotine commune (Eptesicus serotinus) ;
- sept insectes dont quatre papillons : l'Azuré de la croisette (Phengaris rebeli), l'Azuré de la sanguisorbe (Phengaris teleius), le Cuivré des marais (Lycaena dispar), le Fadet des laîches (Coenonympha oedippus), et trois libellules : l'Agrion de Mercure (Coenagrion mercuriale), la Cordulie à corps fin (Oxygastra curtisii) et le Gomphe de Graslin (Gomphus graslinii) ;
- deux amphibiens, la Rainette verte (Hyla arborea) et le Triton marbré (Triturus marmoratus) ;
- un reptile : la Cistude d'Europe (Emys orbicularis).

Sa flore est également riche de plus de deux cents espèces de plantes, dont neuf sont considérées comme déterminantes : la Fritillaire pintade (Fritillaria meleagris), la Gentiane des marais (Gentiana pneumonanthe), l'Hélianthème blanc (Helianthemum canum), l'Orchis à fleurs lâches (Anacamptis laxiflora), l'Orpin de Nice (Sedum sediforme), le Pigamon jaune (Thalictrum flavum), la Sabline des chaumes (Arenaria controversa), le Scirpe des bois (Scirpus sylvaticus) et l'Utriculaire citrine (Utricularia australis).

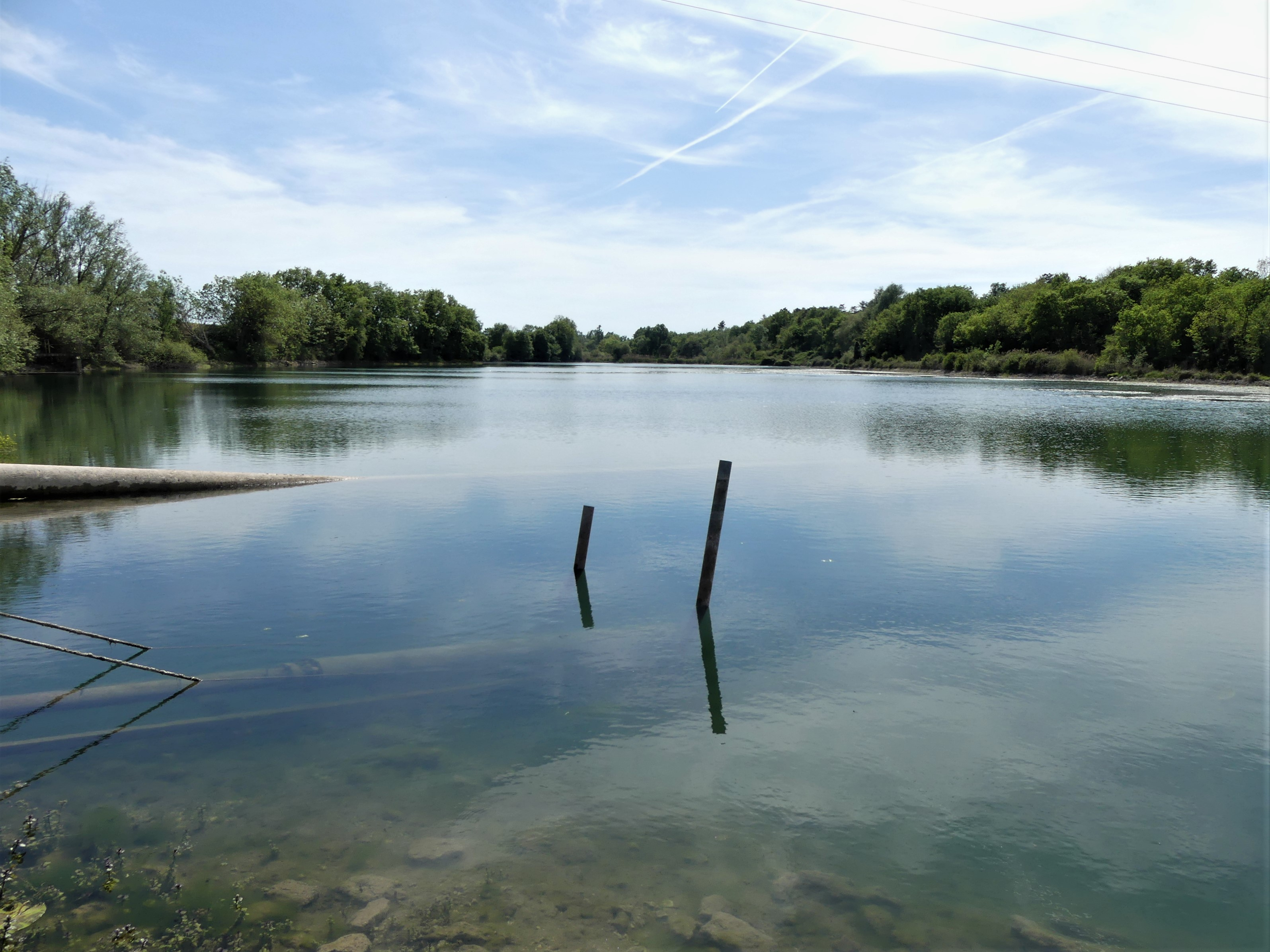
L'étang des Faures à Gout-Rossignol.
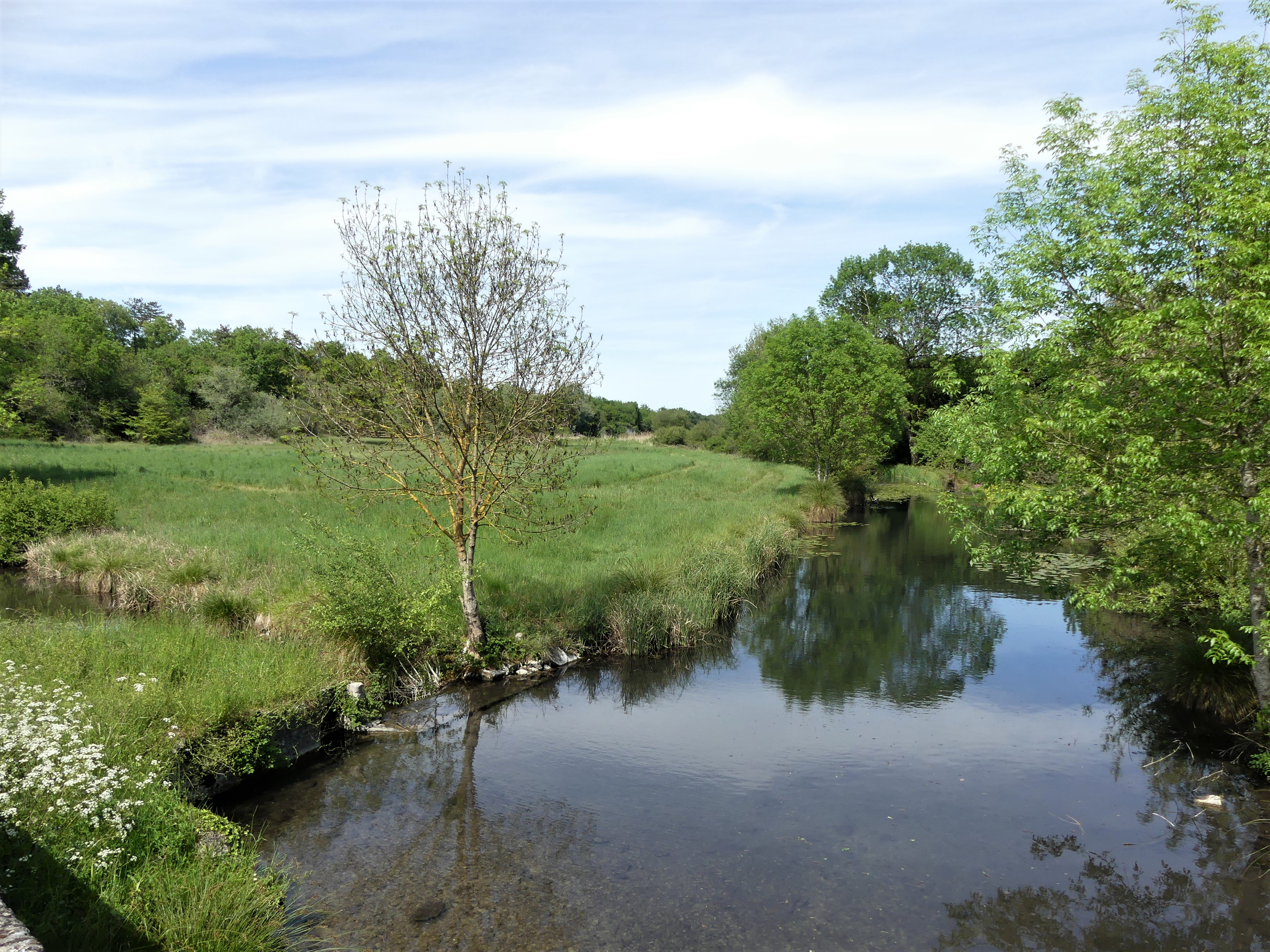
La Pude en bordure de la zone humide, au lieu-dit l'Étang des Faures, à Gout-Rossignol.
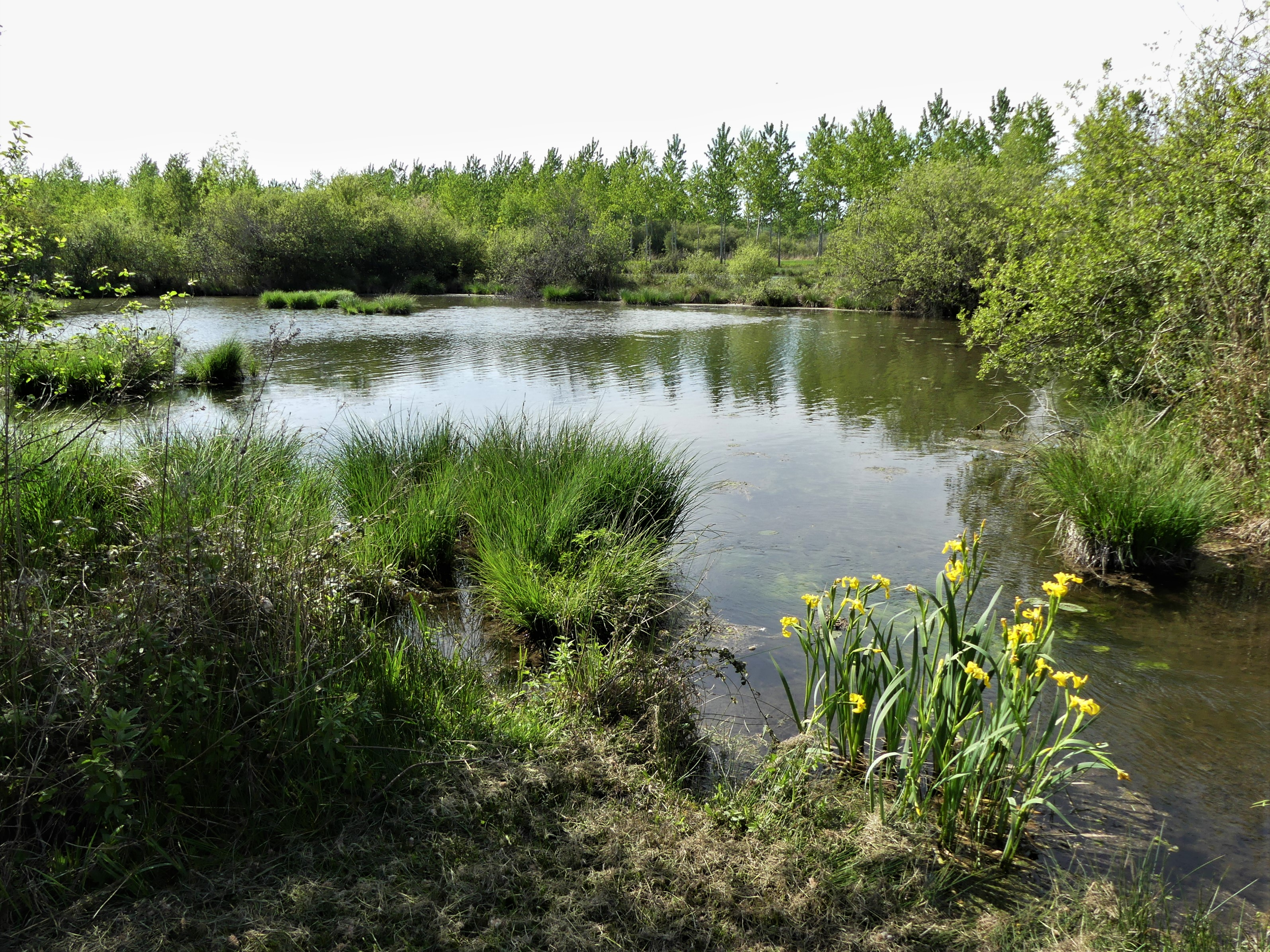
Les tourbières de La Chapelle-Grésignac.
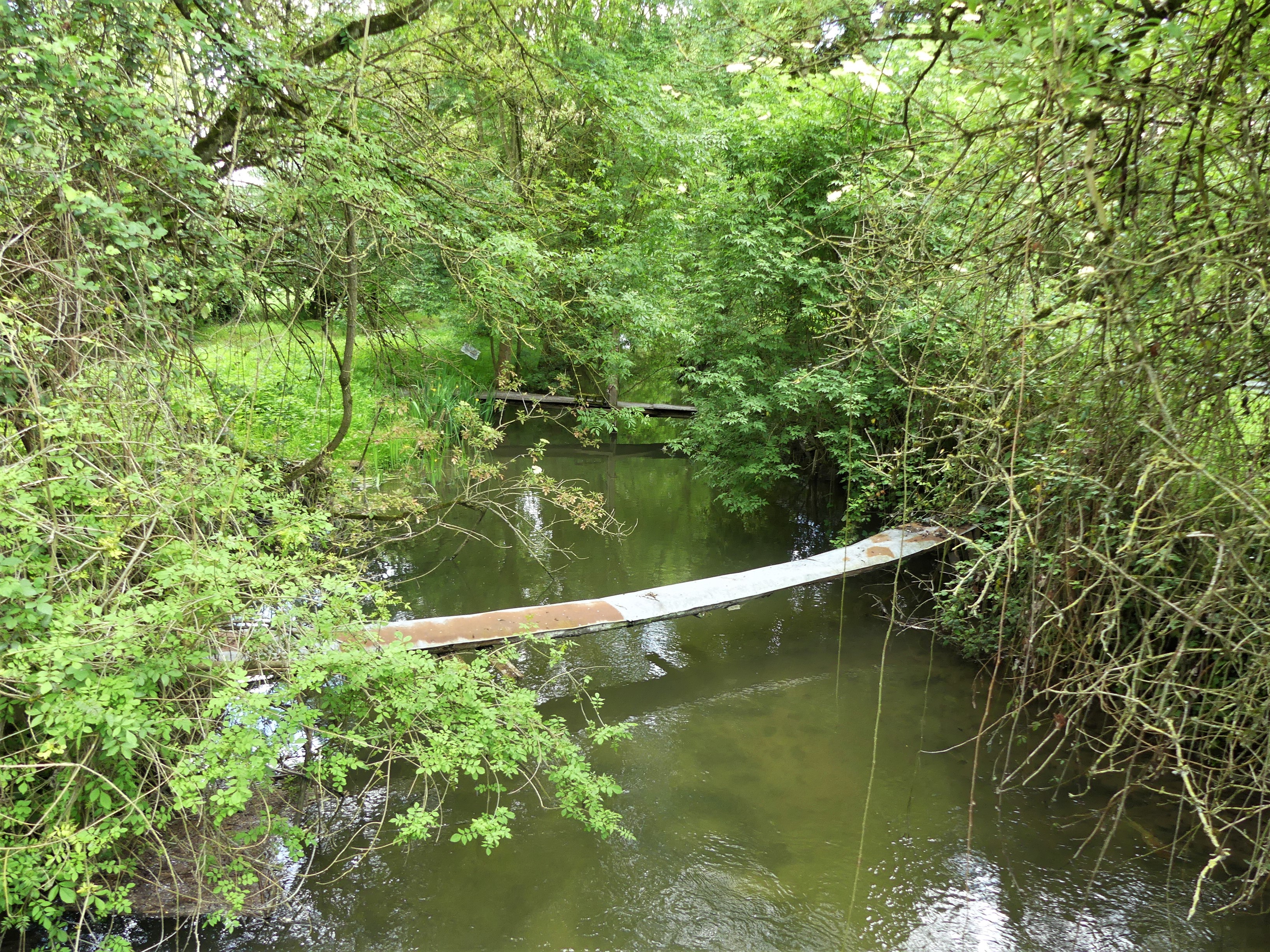
La Pude au lieu-dit Moulin de Fagnac, à Nanteuil-Auriac-de-Bourzac.
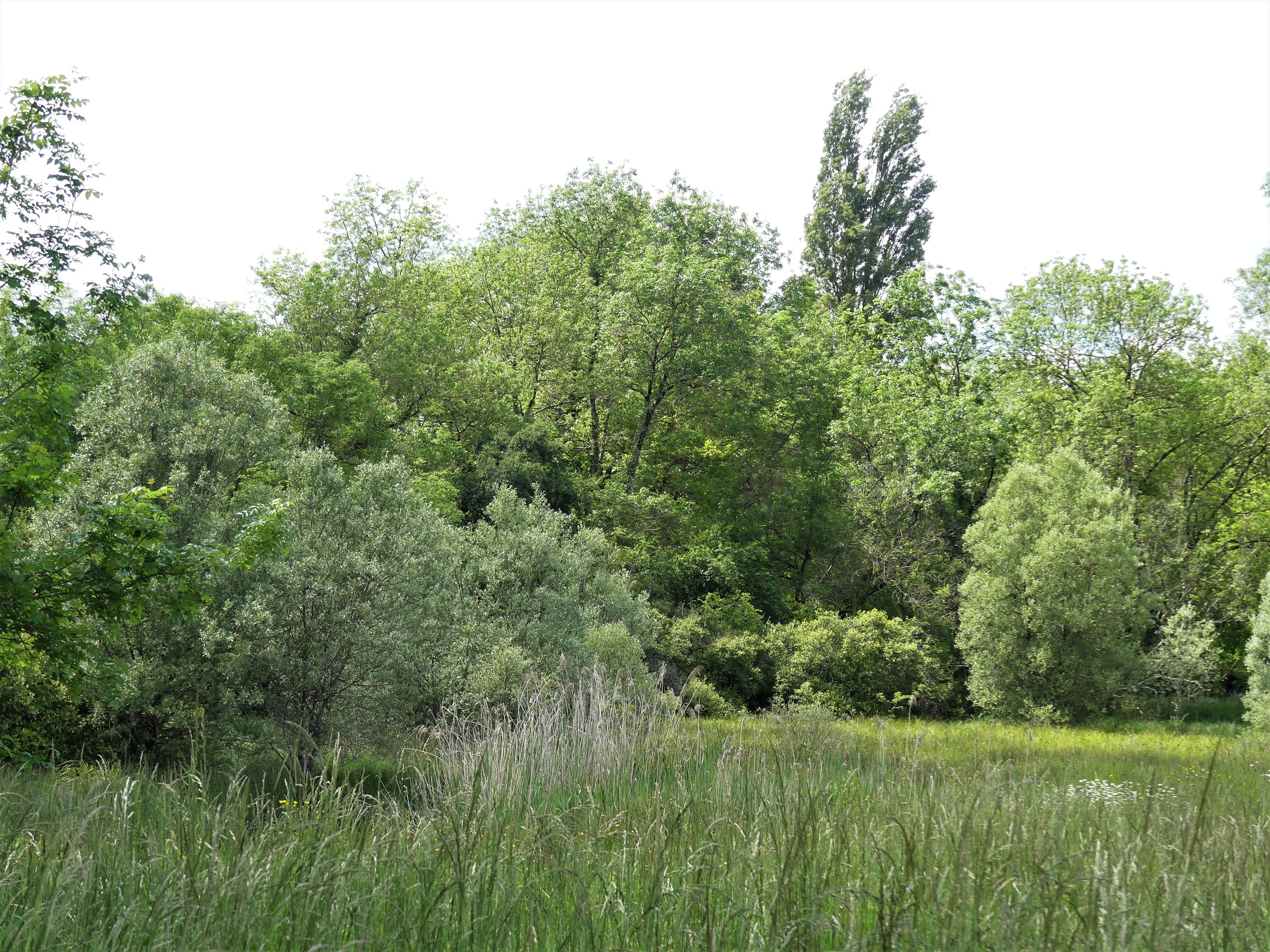
La zone humide à l'ouest du lieu-dit Chez Dumaine, à Bouteilles-Saint-Sébastien.

### Natura 2000
Les quatre derniers kilomètres de la vallée de la Pude, avant sa confluence avec la Nizonne, font partie d'une zone du réseau Natura 2000 portant également le nom de « Vallée de la Nizonne » avec vingt espèces animales inscrites à l'annexe II de la directive 92/43/CEE de l'Union européenne :
- sept insectes : l'Agrion de Mercure (Coenagrion mercuriale), l'Azuré de la sanguisorbe (Phengaris teleius), la Cordulie à corps fin (Oxygastra curtisii), le Cuivré des marais (Lycaena dispar), le Damier de la succise (Euphydryas aurinia), le Fadet des laîches (Coenonympha oedippus) et le Gomphe de Graslin (Gomphus graslinii) ;
- dix mammifères : la Loutre d'Europe (Lutra lutra), le Vison d'Europe (Mustela lutreola), et huit chauves-souris : la Barbastelle d'Europe (Barbastella barbastellus), le Grand murin (Myotis myotis), le Grand rhinolophe (Rhinolophus ferrumequinum), le Minioptère de Schreibers (Miniopterus schreibersii), le Murin à oreilles échancrées (Myotis emarginatus), le Murin de Bechstein (Myotis bechsteinii), le Petit murin (Myotis blythii) et le Petit rhinolophe (Rhinolophus hipposideros) ;
- deux poissons : le Chabot fluviatile (Cottus perifretum) et la Lamproie de Planer (Lampetra  planeri) ;
- un reptile : la Cistude (Emys orbicularis).

### Monuments ou sites remarquables à proximité
- L'église Saint-Pierre-ès-Liens de Rossignol, édifiée du XIIe au XVIIIe siècle, et restaurée en 1898[20],[21].
- Le château du Bourbet des XVe et XVIIe siècles à Cherval[22].
- Le château de Clauzuroux des XVIIe et XVIIIe siècles à Champagne-et-Fontaine[23] dont une dérivation de la Pude alimentait en eau le bief de son moulin. Son domaine s’étend également sur Cherval et La Chapelle-Grésignac[23].
- Les tourbières de La Chapelle-Grésignac, le long de la RD 100.
- L'église Saint-Étienne de Nanteuil-de-Bourzac, ancien prieuré Saint-Jacques, construit au XIIe siècle[24],[25].

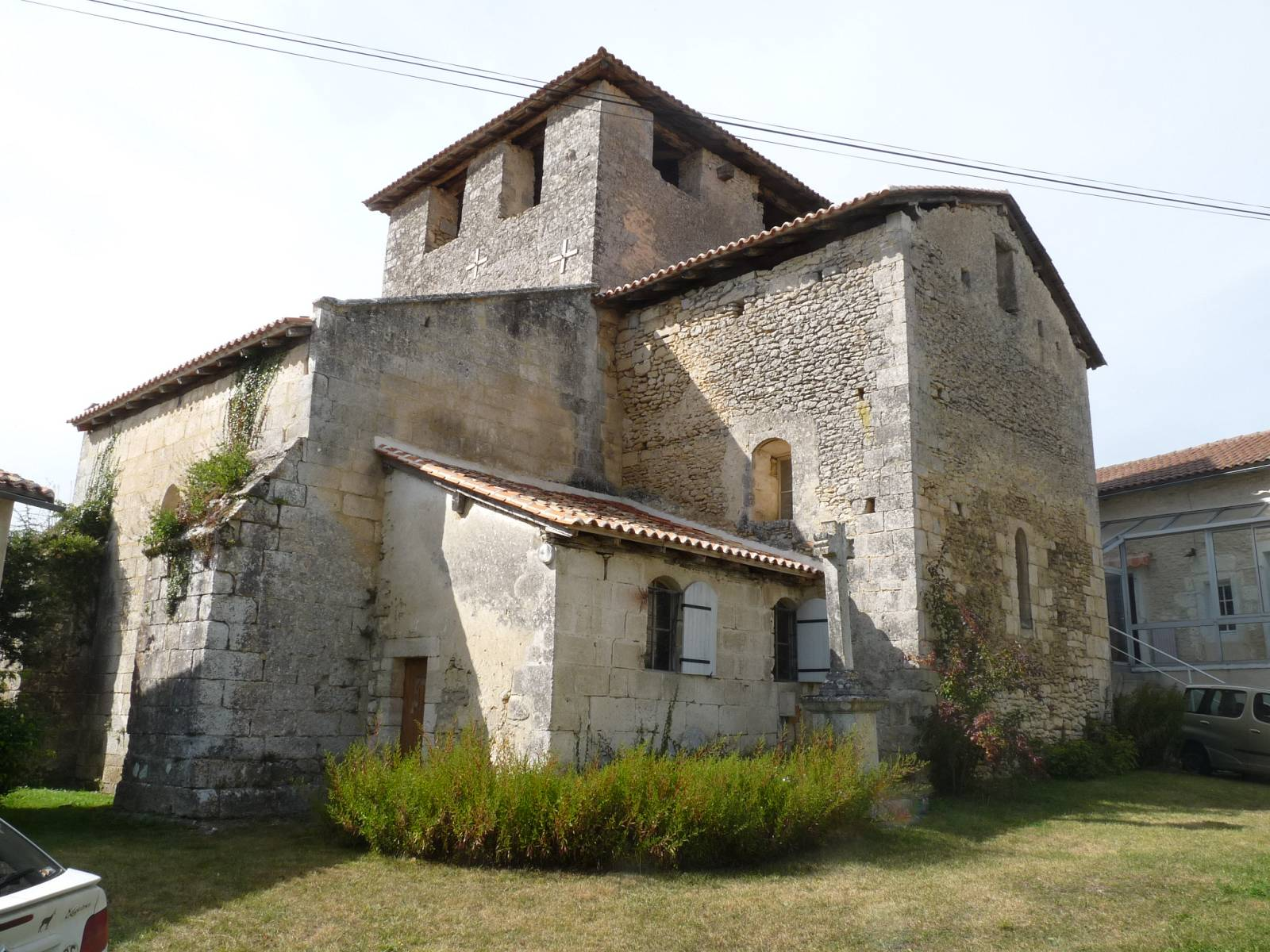
L'église Saint-Pierre-ès-Liens de Rossignol.
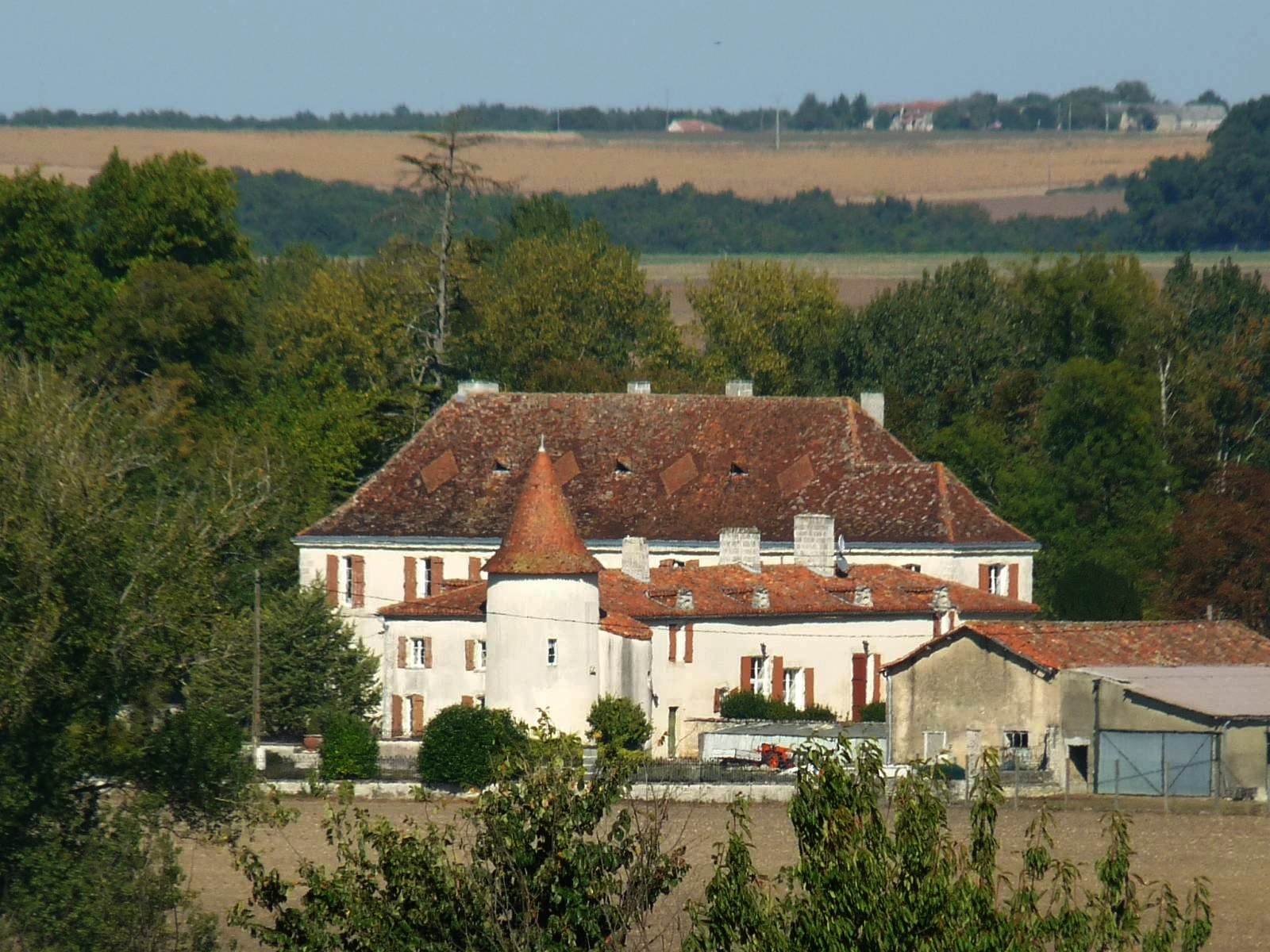
Le château du Bourbet.
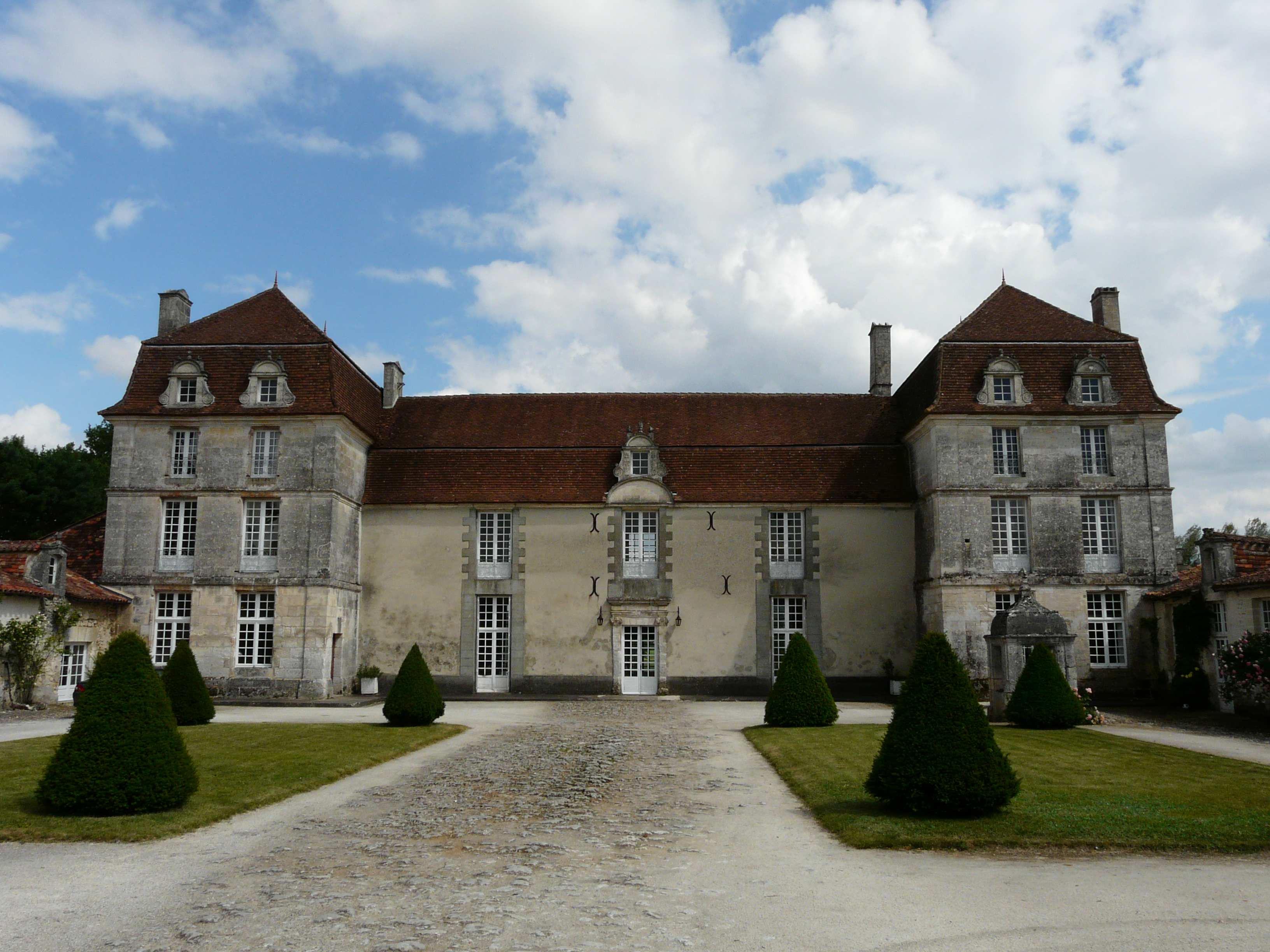
Le château de Clauzuroux.
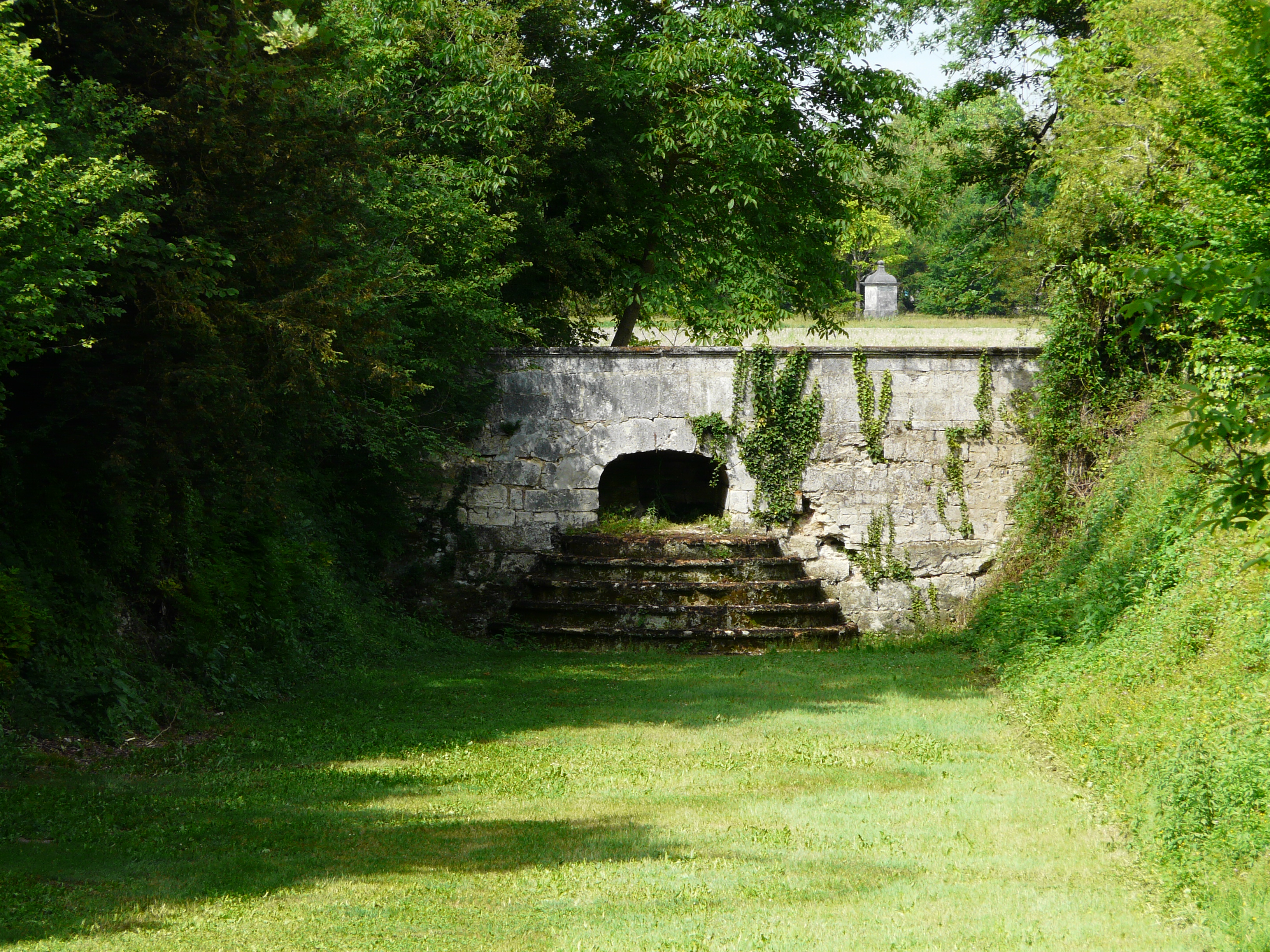
L'escalier d'eau et le bief (asséché) qui alimentait en eau le moulin de Clauzuroux.
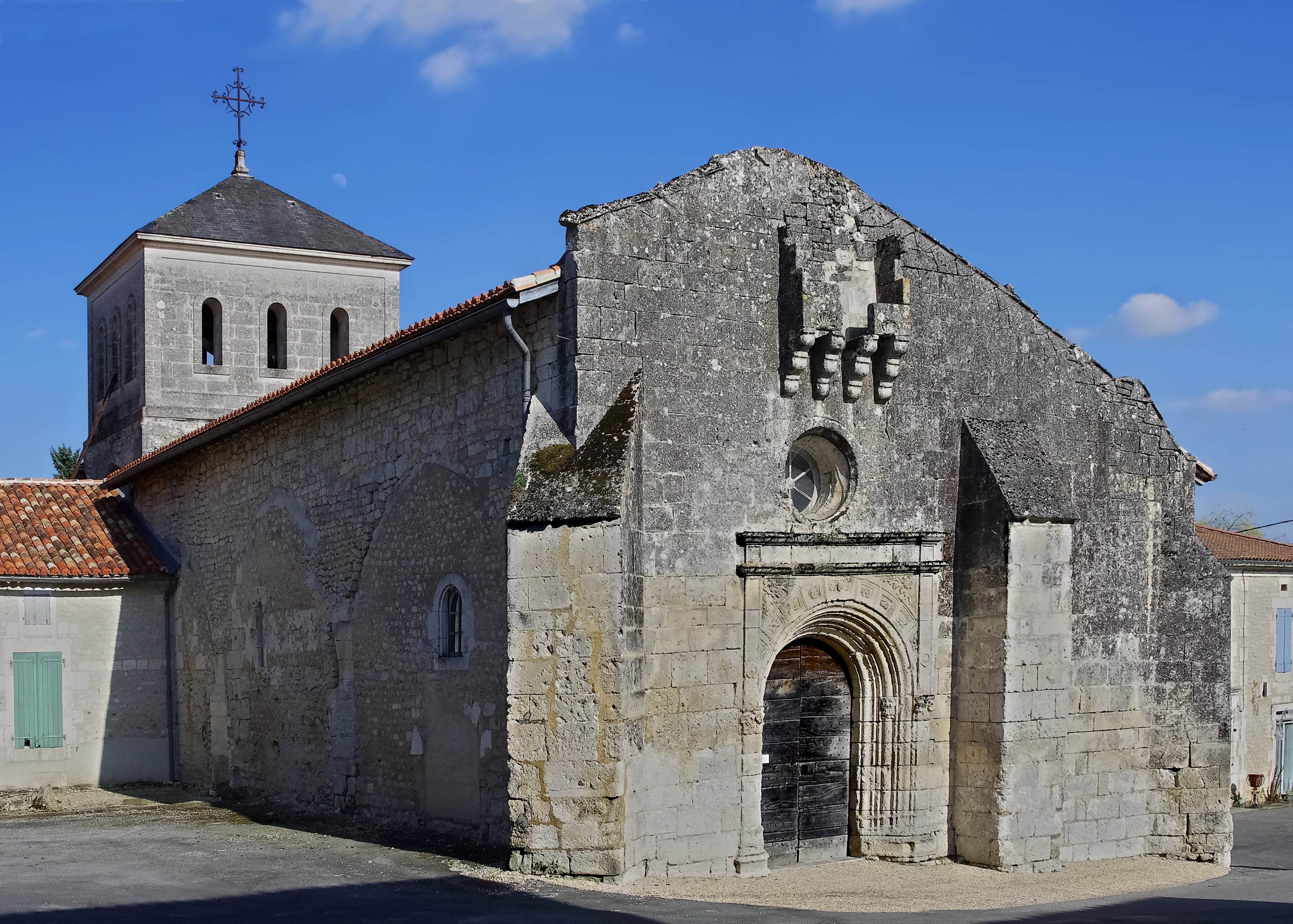
L'église Saint-Étienne de Nanteuil-de-Bourzac.